# هلالة (عين العرب)
هلالة  قرية سوريّة تتبع إداريّاً لمحافظة حلب منطقة عين العرب ناحية مركز شيوخ تحتاني، بلغ تعداد سكانها 970 نسمة حسب التعداد السكاني لعام 2004.